# 科特韦赫-德弗里斯数学研究所
科特韦赫-德弗里斯数学研究所（荷蘭語：Korteweg-de Vries Instituut voor Wiskunde，缩写为KdVI）是阿姆斯特丹大学下属的一所数学教育和研究机构。它以荷兰数学家迪德里克·科特韦赫和古斯塔夫·德弗里斯的名字命名。